# Robert Alden
Robert Alden is een personage uit het Het kleine huis op de prairie. De boeken zijn gebaseerd op het leven van Laura Ingalls Wilder, die de boeken heeft geschreven. Robert Alden heeft echt bestaan. In de serie werd Alden gespeeld door Dabbs Greer.
Dominee Edwin H. Alden, geboren in Windsor, Vemont op 14 januari 1836, was een belangrijke man in de Congregational Church in Walnut Grove. Hij had een kerk in het oosten maar was er nauw bij betrokken om nieuwe kerken op te zetten zoals in Walnut Grove.
De familie Ingalls had een trouwe vriendschap met Dominee Alden gedurende hun jaren in Walnut Grove en waren dan ook zeer verrast toen hij op de stoep stond in Dakota Territory.
Dominee Alden hield de eerste kerkdienst in De Smet (South Dakota) in het huis van de familie Ingalls in februari 1880. Hierna ging hij naar het noorden en werd een agent in North Dakota. Hij trouwde twee keer en kreeg twee kinderen. Hij overleed op 6 mei 1911 in Chester, Vemont.